# Ellison Bay
Ellison Bay – jednostka osadnicza w Stanach Zjednoczonych, w stanie Wisconsin, w hrabstwie Door.